# دعاء الزامل
دعاء الزامل (من مواليد 9 يوليو 1995 في درعا، سوريا) هي لاجئة سورية وواحدة من 11 ناجٍ من غرق سفينة المهاجرين قرب السواحل المالطية عام 2014 والتي أودت بحياة ما يقرب من 500 شخص.
في عام 2012، هربت عائلة الزامل من الحرب الأهلية في سوريا إلى مصر، حيث خطبت. بعد أن تولى عبد الفتاح السيسي حكم مصر، دفعت مع خطيبها باسم لمهربي البشر للفرار إلى أوروبا في عام 2014. واستقلوا قاربًا مزدحمًا مع 500 مهاجر ولاجئ آخرين. وانقلب القارب بعد أن صدمه المهربون. وغرق جميع الأشخاص البالغ عددهم 500 شخص باستثناء أحد عشر، بما في ذلك باسم. وقد نجت دعاء الزامل من أربعة أيام في البحر، وكانت تحمل طفلين رضيعين، وقد أنقذوا ونقلوا إلى اليونان ثم أعيد توطينهم في السويد.
ألفت الكاتبة ميليسا فليمنغ عنها كتابا يحمل عنوان أمل أقوى من البحر.